# 古卿大知
古卿 大知（ふるきみ だいち、1980年9月4日 - ）は、大阪府出身の元プロ野球選手（内野手）。右投右打。

## 経歴
幼い頃から野球を始め、柳ヶ浦高等学校では3年夏に選手権大会に出場。1回戦で松坂大輔を擁する横浜高校と対戦し、自身は初回に二塁打を放つも1対6で敗れた。卒業後は出身地の大阪にある社会人野球の中山製鋼所に進むが、1999年の入社直後に野球部の休部が決まる。
その後は日産車体京都に移って野球を続けるが、同社も野球部が廃部となり、中山製鋼所の野球部がクラブチームに区分を変更して活動を継続していた中山製鋼野球クラブに移った。
2005年の四国アイランドリーグ設立に伴い、トライアウトを受験して高知ファイティングドッグスに入団。2006年にはキャプテンを務めた。
2007年には指名打者としてベストナインに選ばれている。
2009年はグランドチャンピオンシップに出場し、第1戦では3打数2安打2四球の活躍で勝利に貢献。チームも同シリーズを制している。
2010年からは同一リーグ内の愛媛マンダリンパイレーツに移籍した。2011年には7年目で初の個人タイトルとなる首位打者を獲得した。このときの打率.372は2016年までリーグのシーズン記録であった。当時愛媛監督の星野おさむ（2011年就任）はウェブに寄稿した文章で、当初古卿を「若い選手のサポート役」として起用する構想であったが、選手としての意識の高さから考えを改め、「チームの精神的な柱」として評価していると記した。
2011年10月13日、シーズンの契約期間満了を持って愛媛を退団することが発表された。リーグ在籍中に記録した514安打は、当時リーグの通算最多記録であった（翌年、香川の国本和俊が更新）。
現役引退後は、高知の球団スポンサーにもなっている焼き鳥店に就職したことが、高知球団のウェブサイトで紹介されている。

## 詳細情報

### 独立リーグでの打撃成績
以下の数値は四国アイランドリーグplusウェブサイト掲載の各シーズン選手成績による。
| 年 度     | 球 団     | 打 率 | 試 合 | 打 席 | 打 数 | 得 点 | 安 打 | 二 塁 打 | 三 塁 打 | 本 塁 打 | 打 点 | 三 振 | 四 球 | 死 球 | 犠 打 | 犠 飛 | 盗 塁 | 長 打 率 | 出 塁 率 |
| --------- | --------- | ----- | ----- | ----- | ----- | ----- | ----- | -------- | -------- | -------- | ----- | ----- | ----- | ----- | ----- | ----- | ----- | -------- | -------- |
| 2005      | 高知      | .255  | 90    | 356   | 298   | 32    | 76    | 9        | 6        | 3        | 29    | 27    | 35    | 6     | 12    | 5     | 9     | .356     | .340     |
| 2006      | 高知      | .279  | 89    | 355   | 297   | 48    | 83    | 20       | 3        | 2        | 32    | 25    | 30    | 7     | 19    | 1     | 12    | .387     | .358     |
| 2007      | 高知      | .302  | 75    | 286   | 245   | 27    | 74    | 18       | 3        | 4        | 36    | 27    | 26    | 1     | 11    | 3     | 3     | .449     | .367     |
| 2008      | 高知      | .278  | 79    | 326   | 270   | 39    | 75    | 17       | 1        | 1        | 38    | 19    | 40    | 3     | 6     | 7     | 14    | .359     | .369     |
| 2009      | 高知      | .291  | 77    | 298   | 254   | 41    | 74    | 13       | 1        | 4        | 35    | 27    | 29    | 3     | 8     | 4     | 6     | .398     | .366     |
| 2010      | 愛媛      | .280  | 70    | 271   | 232   | 32    | 65    | 17       | 1        | 4        | 22    | 33    | 25    | 2     | 10    | 2     | 4     | .414     | .352     |
| 2011      | 愛媛      | .372  | 57    | 224   | 180   | 40    | 67    | 16       | 2        | 4        | 34    | 21    | 38    | 1     | 4     | 1     | 8     | .550     | .482     |
| 通算：7年 | 通算：7年 | .289  | 537   | 2116  | 1776  | 259   | 514   | 110      | 17       | 22       | 226   | 179   | 223   | 23    | 70    | 23    | 56    | .408     | .372     |

- 各年度の太字はリーグ最高。

### 背番号
- 4 （2005年 - 2007年）
- 39 （2008年 - 2010年）
- 7 （2011年）